# الخارجة (مركز)
مركز الخارجة، مركز إداري مصري. يقع في محافظة الوادي الجديد الواقعة في جمهورية مصر العربية. القاعدة الإدارية للمركز هي مدينة الخارجة.